# Timoresische Bischofskonferenz

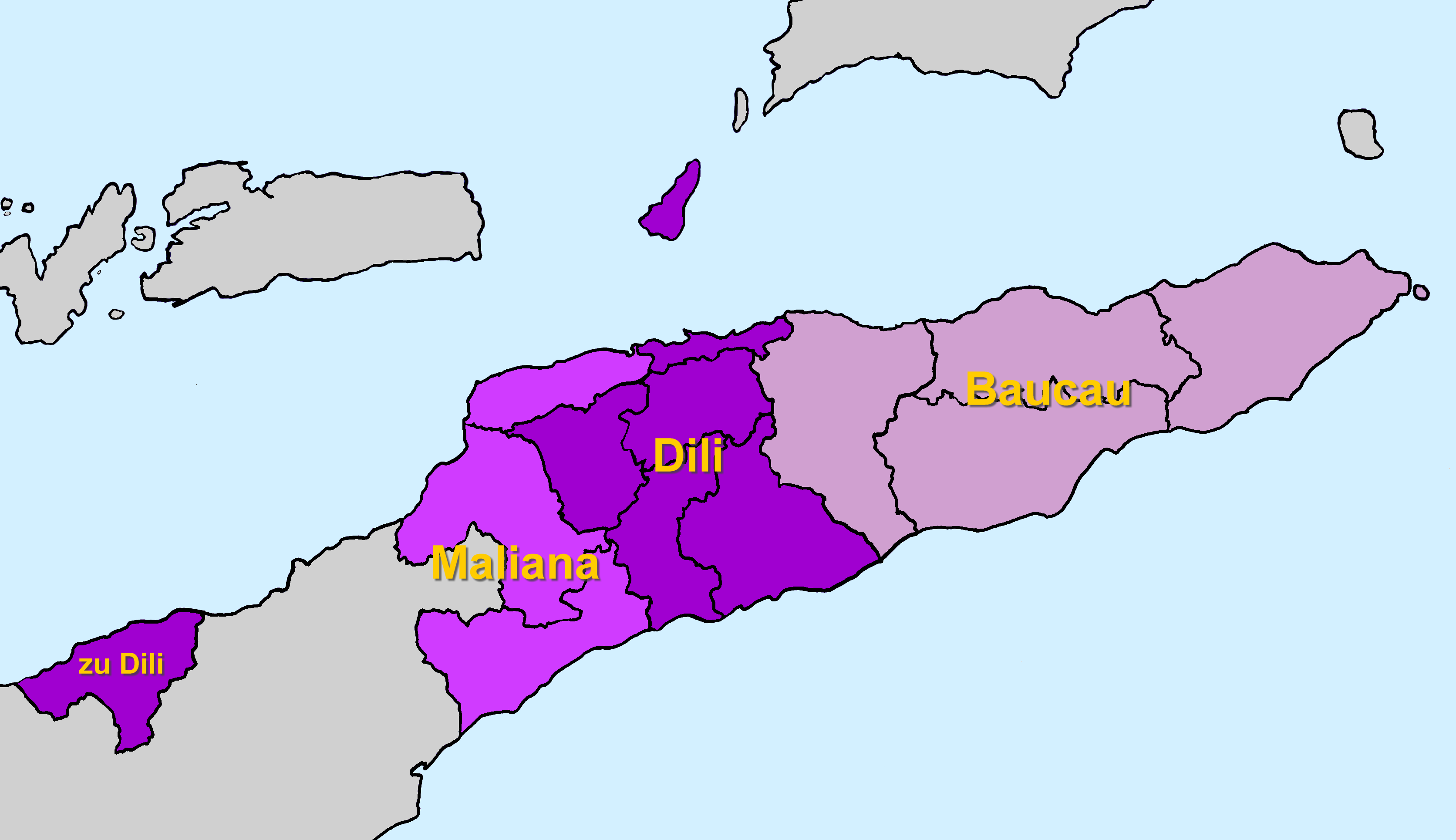
Die Bistümer Osttimors

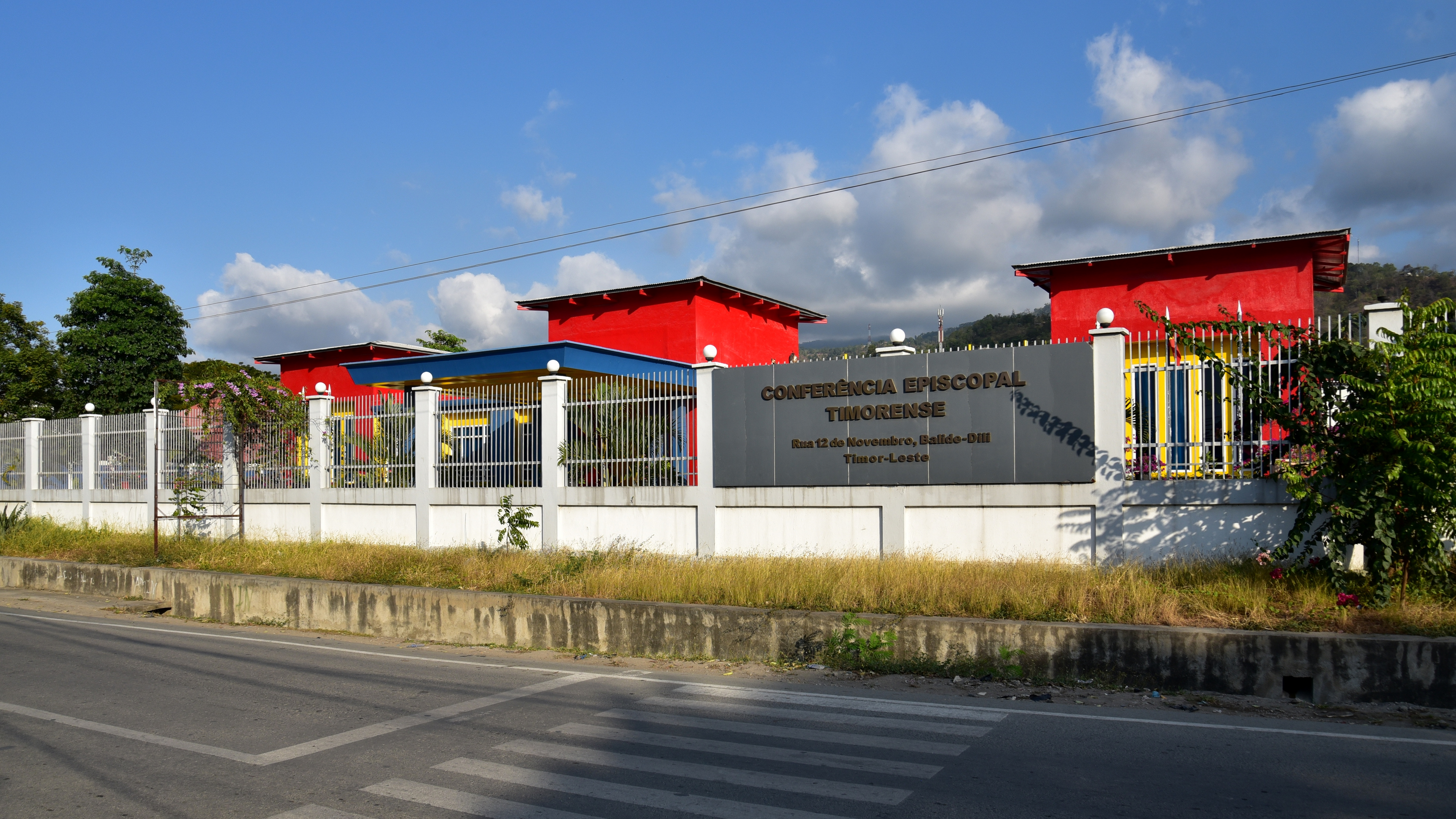
Sitz der Bischofskonferenz in Dili

Die Timoresische Bischofskonferenz (portugiesisch Conferência Episcopal Timorense CET, tetum Konferénsia Episkopál Timorense) ist der Zusammenschluss der römisch-katholischen Bischöfe aller Diözesen in Osttimor. 
Die Bischofskonferenz der Römisch-katholischen Kirche in Osttimor wurde 2011 gegründet. Ihr gehören der Erzbischof von Dili und die Bischöfe der Bistümer  Baucau und Maliana an. Der erste Vorsitzende (Presidente) der Konferenz wurde Basílio do Nascimento, Bischof von Baucau.

## Vorsitzende
- Basílio do Nascimento (2011–2019), Bischof von Baucau
- Norberto do Amaral (seit 2019), Bischof von Maliana